# Tifoseria dell'Unione Sportiva Lecce

In questa voce sono riportate informazioni relative alla storia ed evoluzione della tifoseria dell'Unione Sportiva Lecce, società calcistica italiana con sede a Lecce.

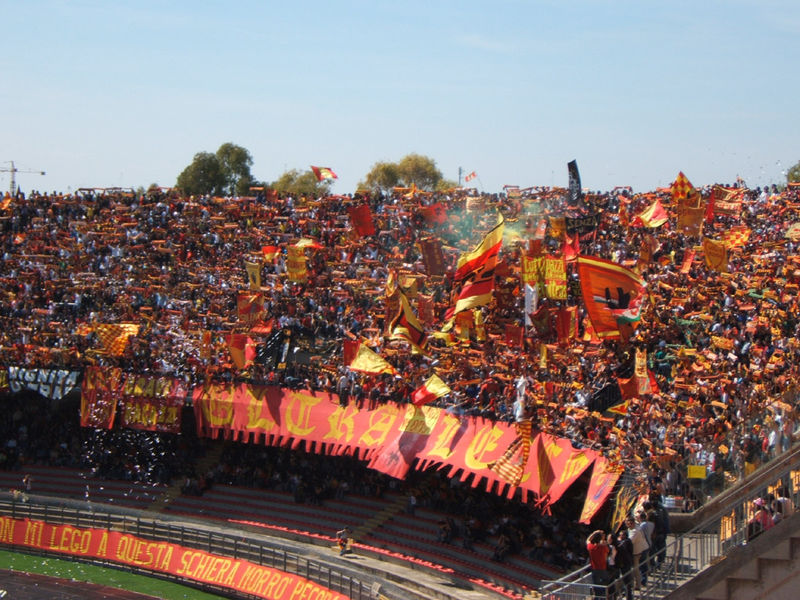
Tifosi della curva nord del Via del mare durante la partita Lecce-Lazio (5-3) del 1º maggio 2005.

(Serse Cosmi sull'esperienza leccese)

## Contesto
La sede storica dei sostenitori organizzati del Lecce, gli Ultrà Lecce (gruppo ultras nato nel 1996), è la curva nord dello stadio Via del mare, la parte più passionale della tifoseria giallorossa. Un altro gruppo storico è la Gioventù, che ha sede nella curva sud.
Il 18 settembre 2004 l'Unione Sportiva Lecce, nella persone dell'allora presidente Quirico Semeraro, dedicò la maglia numero 12 ai supporter salentini. La maglia fu consegnata ai tifosi da tutta la squadra di quella stagione, capitanata da Cristian Ledesma. I tifosi del Lecce rappresentano simbolicamente il dodicesimo uomo in campo.

## Composizione demografica
Secondo un'indagine condotta e pubblicata annualmente da due società specializzate in sondaggi e ricerche di mercato, la StageUp e la Ipsos, al 2023 la squadra poteva contare in Italia su un seguito stimato in circa 288 000 tifosi, un dato in netta crescita rispetto alla rilevazione precedente del 2022.
Il Lecce è molto popolare in tutto il Salento. Sostengono la squadra anche i numerosi emigranti salentini residenti nell'Italia centrale e settentrionale o all'estero.

## Spettatori
La tifoseria giallorossa ha contribuito a una percentuale di riempimento dello stadio Via del mare dell'83,81% nel girone d'andata della stagione 2023-2024. La migliore media di pubblico stagionale per la squadra, in campionato, fu registrata nell'annata 1985-1986, annata del debutto assoluto in Serie A per il club, quando in media al Via del mare furono presenti 32 071 spettatori per gara. Il primato di abbonamenti stagionali in campionato per il club, con 21 247 tessere, risale alla stagione 2023-2024.
Memorabile rimane la trasferta al Riviera delle Palme di San Benedetto del Tronto l'8 luglio 1987 per lo spareggio valevole la promozione in Serie A contro il Cesena, con l'esodo di circa 10 000 sostenitori salentini. Lo spareggio premiò i romagnoli, che vinsero l'incontro per 2-1.

## Gemellaggi e rivalità

### Gemellaggi e amicizie

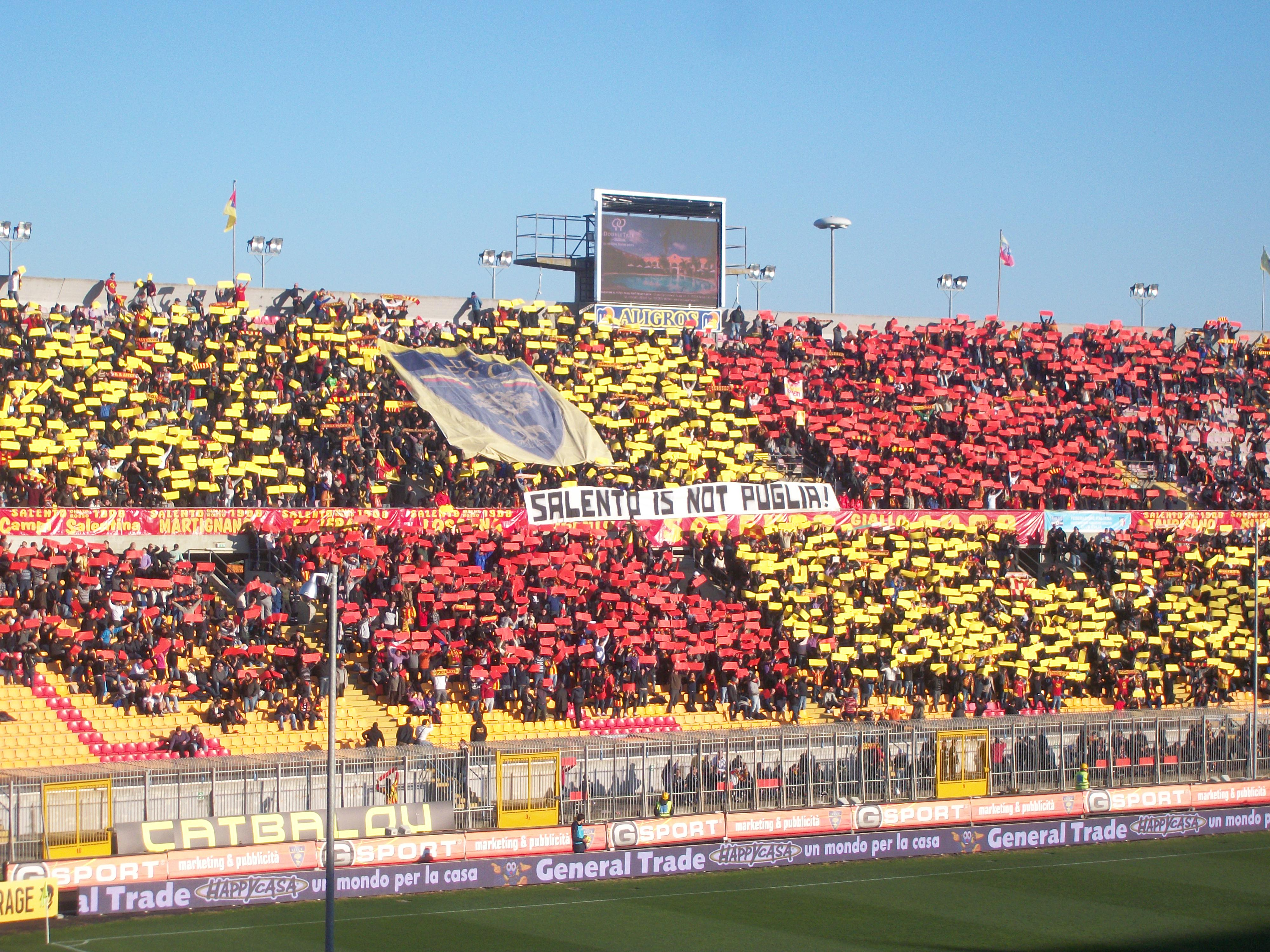
Coreografia della tribuna est del Via del mare in occasione del derby di Puglia contro il Bari del 6 gennaio 2011.

I tifosi del Lecce sono gemellati da molti anni con i tifosi del Palermo. Spesso in nome di tale vicinanza i tifosi delle due squadre espongono bandiere della compagine amica durante le partite. L'esempio più eclatante del grande gemellaggio tra i leccesi e i palermitani è l'ultima partita del campionato di Serie B 2002-2003, decisiva per la promozione in Serie A. La sfida, che vide i leccesi vittoriosi per 3-0 e promossi in Serie A, avrebbe potuto promuovere in massima serie anche i palermitani in caso di vittoria esterna: malgrado la sconfitta, i tifosi ospiti festeggiarono con i sostenitori avversari e il gemellaggio rimase intatto. Negli anni 1980 forte era il gemellaggio con il Taranto, che si ruppe in seguito al gemellaggio dei salentini con i supporter del Verona, finito però dopo breve tempo.
Rapporti di amicizia legano i tifosi giallorossi a quelli del Genoa. La simpatia reciproca nacque nella stagione 2010-2011 di Serie A, quando i giallorossi ebbero la meglio sull'altra squadra di Genova, la Sampdoria, che retrocesse in cadetteria. Amicizia sussiste tra i sostenitori giallorossi e i sostenitori della Cavese. Da qualche anno esiste una forte amicizia con i sostenitori del Cagliari.

### Rivalità
La rivalità sportiva più accesa riguarda il Bari, con il quale il Lecce gioca il cosiddetto derby di Puglia, disputatosi per la prima volta l'8 dicembre 1929 in Serie B a Lecce, dove la squadra di casa si impose sul Bari per 1-0. Da quel momento il derby si giocò in più occasioni anche in Serie C e Coppa Italia, ma soprattutto in Serie A. Il primo derby tra Lecce e Bari giocato nella massima serie risale al 27 ottobre 1985, quando, allo stadio della Vittoria di Bari, i padroni di casa si imposero per 2-0. L'ultimo derby giocato in massima serie risale al 15 maggio 2011, quando allo stadio San Nicola di Bari i salentini vinsero per 2-0 contro il Bari già retrocesso, festeggiando il raggiungimento della salvezza con un turno di anticipo rispetto alla fine del campionato di Serie A 2010-2011. La partita fu poi messa sotto inchiesta dalla giustizia sportiva, che emise delle condanne per illecito sportivo.
Altre rivalità sentite sono quelle con Napoli, Sampdoria, Torino, Salernitana, Pescara, Catania, Reggina, Cosenza, Nocerina, Trapani, Brescia, Casertana (Sampdoria, Salernitana e Reggina sono gemellate con il Bari). Le rivalità regionali, invece, riguardano il Taranto, il Brindisi, la Fidelis Andria e il Casarano.